# Mosaico del gladiatore
Il Mosaico del Gladiatore è un famoso mosaico risalente al periodo tardo-imperiale (verso l'anno 320) ritrovato nella proprietà della famiglia Borghese a Torrenova, sulla Via Casilina alla periferia di Roma, nel 1834. Si tratta di uno dei pezzi pregiati che sono andati ad arricchire la Collezione Borghese dopo che questa era stata impoverita a seguito della vendita di buona parte della collezione a Napoleone Bonaparte, che poi provvide a farla trasferire al Louvre di Parigi.

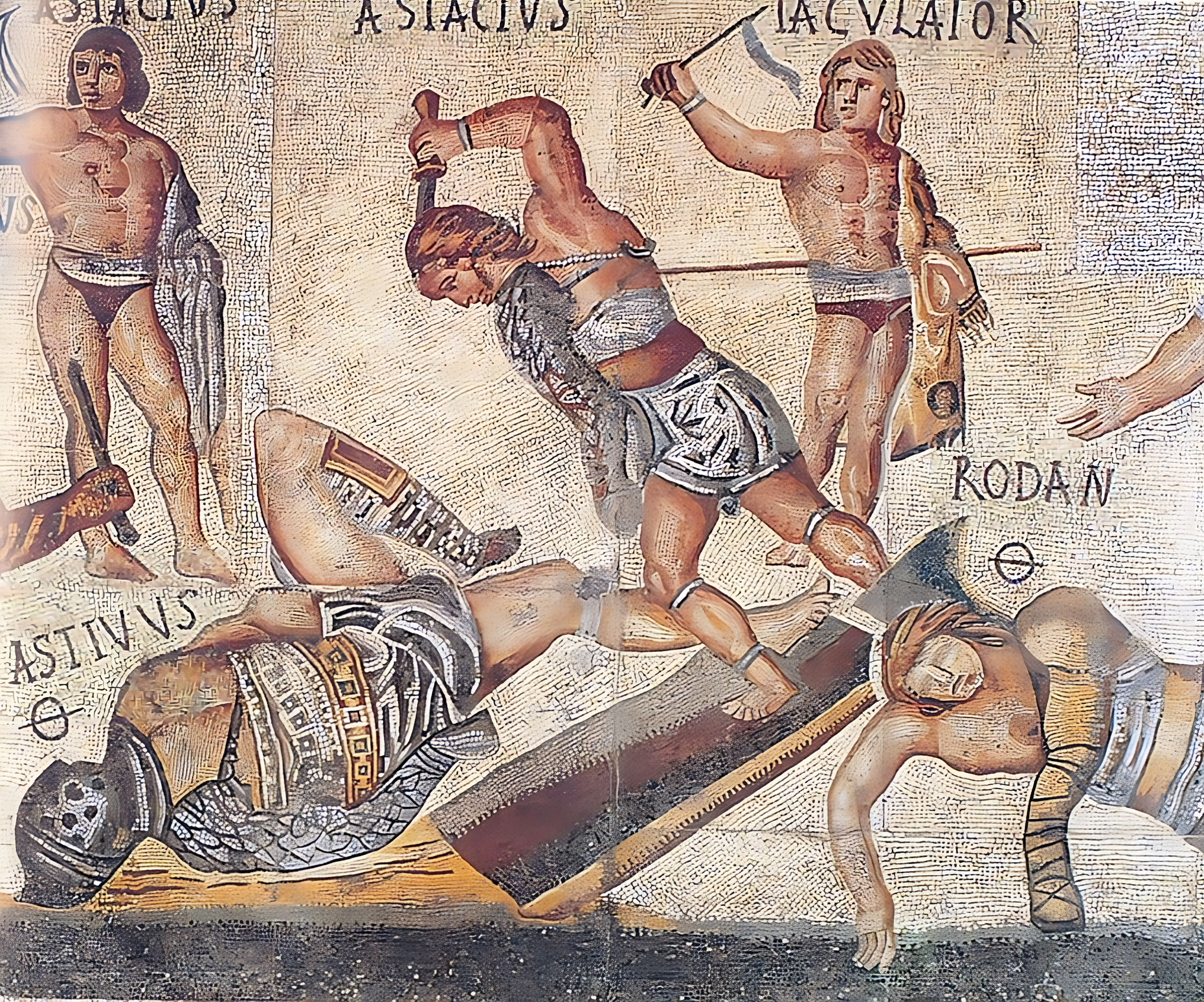
Parte del Mosaico del Gladiatore

Nel mosaico  è raffigurato l'epilogo del combattimento tra il gladiatore Astivus, che giace a terra morente col piede poggiato sul suo ampio scudo, e il gladiatore reziario Astacius, in procinto di sferrare il colpo mortale col proprio pugnale, il pugio. A contorno della rappresentazione nel mosaico compaiono altre figure, tra cui lo stesso Astacius, disarmato, che saluta la propria vittoria, e il reziario Rodan, anch'egli morto, riconoscibile dall'inconfondibile paraspalla, il galerus.
Accanto ai nomi dei gladiatori morti durante il combattimento è presente il cosiddetto theta nigrum, ovvero la lettera greca Θ ("theta"), iniziale della parola "thnetòs", cioè "morto". .